# کالدیریم (یومورتالیک)
کالدیریم (به ترکی استانبولی: Kaldırım) یک منطقهٔ مسکونی در ترکیه است که در یومارتالیک واقع شده‌است.